# Nederlandsche Omroep

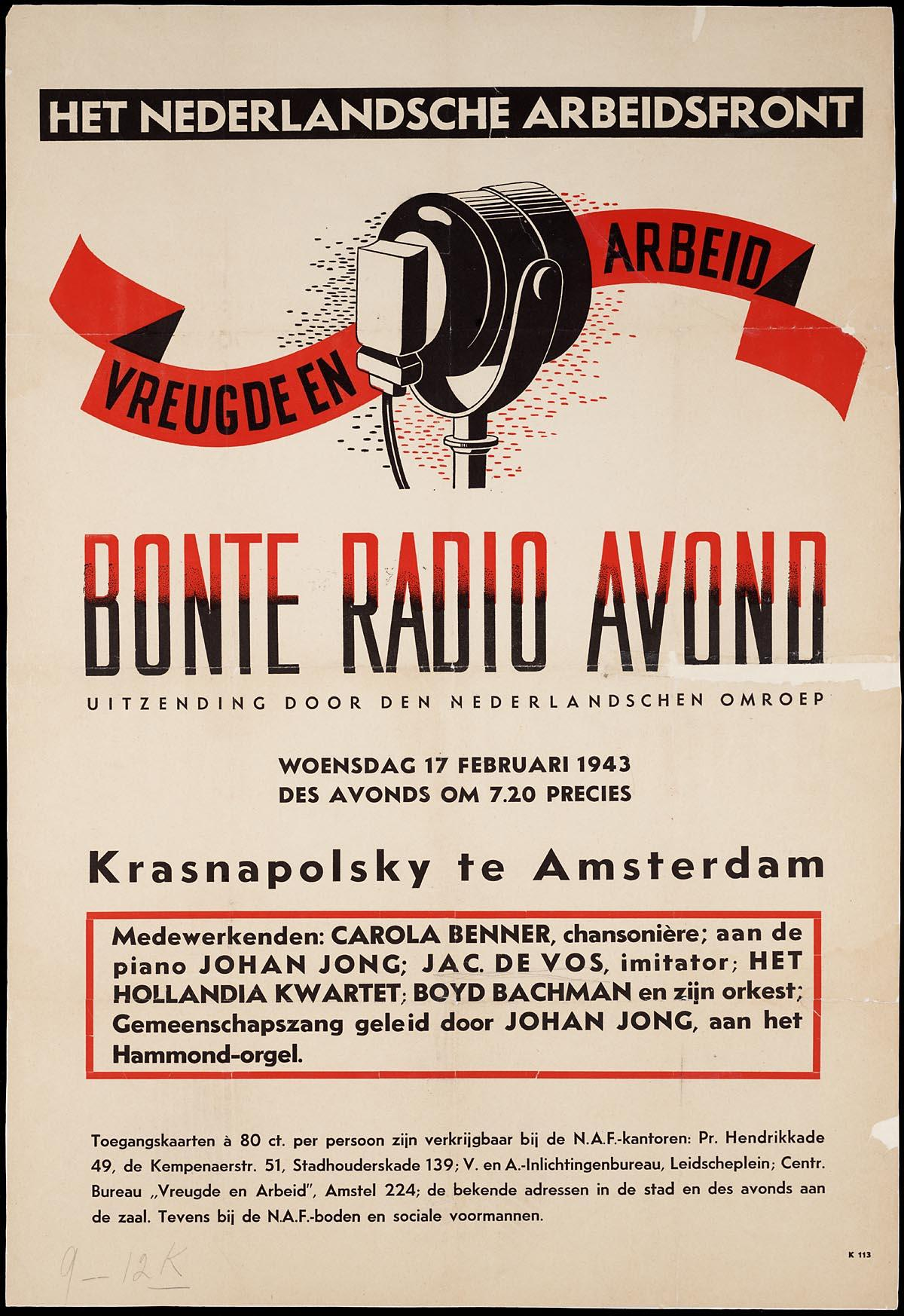
Affiche van een "Bonte Radioavond", uitzending door de Nederlandsche Omroep in 1943

De Nederlandsche Omroep (afgekort: NO, eerder Rijks Radio-Omroep) was de nationale radio-omroep tijdens de Tweede Wereldoorlog in Nederland.
Tijdens het eerste oorlogsjaar mochten de bestaande omroepen, AVRO, KRO, NCRV, VARA en VPRO, onder toezicht van de Rundfunkbetreuungsstelle, blijven uitzenden. De bezetter paste al snel censuur toe op hun programma's en gebruikte de radio voor propaganda. Op 9 maart 1941 werden de omroepen opgeheven en ontstond de Rijks Radio-Omroep, die later de Nederlandsche Omroep werd genoemd. Veel werknemers van de oude omroepen verleenden medewerking aan haar uitzendingen. De meeste belangrijke functies werden echter bekleed door NSB'ers en nazi's. Directeur-generaal van de Nederlandsche Omroep was de NSB'er Willem Herweijer.
Een aantal programma's van de Nederlandsche Omroep werd zeer berucht, zoals de propagandapraatjes van Max Blokzijl en het antisemitische Zondagmiddagcabaret van Paulus de Ruiter.
In 1943 besloten de Duitsers alle radiotoestellen in beslag te nemen waardoor de omroep alleen nog als draadomroep te beluisteren was. Daags na Dolle Dinsdag werd de Nederlandsche Omroep opgeheven, al vonden er nog uitzendingen vanuit Hilversum plaats tot 6 mei 1945.
Na de oorlog vond de zogenaamde omroepzuivering plaats waarbij medewerkers van de Nederlandsche Omroep gezuiverd werden. Alleen na zuivering kon men weer werkzaam worden voor Radio Herrijzend Nederland en haar opvolgers.